# Liste der denkmalgeschützten Objekte in Golling an der Erlauf
Die Liste der denkmalgeschützten Objekte in Golling an der Erlauf enthält die denkmalgeschützten, unbeweglichen Objekte der Gemeinde Golling an der Erlauf.

## Denkmäler
| Foto |                 | Denkmal                                                                  | Standort                              | Beschreibung | Metadaten |
| ---- | --------------- | ------------------------------------------------------------------------ | ------------------------------------- | --- | --- |
| ja   | Datei hochladen | Gertrudskapelle, ehem. Aufbahrungshalle HERIS-ID: 49769 Objekt-ID: 53877 | Kastanienallee 6 Standort KG: Golling | Die ehemalige Aufbahrungskapelle aus dem Jahre 1937 ist ein steil proportionierter Rechteckbau unter einem Satteldach mit kleinem Giebelreiter und einer Portalumrahmung aus Bruchsteinmauerwerk, an der Altarwand befindet sich eine Wandbild-Pietà von Sepp Mayrhuber aus dem Jahre 1937. | BDA-Hist.: Q38035942 Status: § 2a Stand der BDA-Liste: 2025-06-30 Name: Gertrudskapelle, ehem. Aufbahrungshalle GstNr.: .156                              |
| ja   | Datei hochladen | Ehem. Direktorsvilla, Kindergarten HERIS-ID: 69265 Objekt-ID: 82314      | Neudastraße 6 Standort KG: Golling    | | BDA-Hist.: Q38122048 Status: § 2a Stand der BDA-Liste: 2025-06-30 Name: Ehem. Direktorsvilla, Kindergarten GstNr.: 977 Kindergarten Golling an der Erlauf |
| ja   | Datei hochladen | Rathaus/Gemeindeamt HERIS-ID: 69258 Objekt-ID: 82307                     | Rathausplatz 1 Standort KG: Golling   | Das Rathaus von Golling wurde 1923 bis 1925 errichtet. Als Architekt fungierte Anton Valentin. | BDA-Hist.: Q38122039 Status: § 2a Stand der BDA-Liste: 2025-06-30 Name: Rathaus/Gemeindeamt GstNr.: 949/7 Rathaus Golling an der Erlauf                   |